# Krunske zemlje
Krunske zemlje (njem. Kronländer) naziv je za pojedine zemlje Austrijskog Carstva nakon 1849., te Austro-Ugarske Monarhije nakon 1867. godine.
Od 1849. do Austro-ugarske nagodbe među Krunske zemlje pripadala su sva ona područja kojima su Habsburgovci kroz povijest zavladali bilo po nasljednom pravu, bilo putem personalne unije.
Krunske zemlje unutar Austrijskoga Carstva nisu imale državni karakter, premda se svaka od tih zemalja odlikovala posebnošću povijesnoga, političkoga, gospodarskoga i kulturnoga razvoja, kao nacionalnoga sastava. Stoga se ne može govoriti ni o običnoj administrativnoj podjeli. Svaka krunska zemlja imala je svoga zemaljskog poglavara koji je upravljao aparatom vlasti. U Trojednoj Kraljevini Hrvatskoj, Slavoniji i Dalmaciji to je bio ban. Do revolucionarnih događaja 1848. postojali su i zemaljski sabori, koji su nakon revolucije ukinuti, a ponovno uspostavljeni tek 1861. Nije međutim bilo općeg i jednakog biračkog prava, nego je primijenjivana kombinacija povlastica i financijskog cenzusa.
Nakon Austro-ugarske nagodbe 1867. godine. Monarhija je ustrojena na novim temeljima u dualističkom obliku, a Zemlje Krune sv. Stjepana nisu se više računale među habsburške Krunske zemlje.
Tako su Krunske zemlje od 1867. do 1918. bile sve one koje su pripadale austrijskom dijelu carstva:
1. Češka (Bohemija)
2. Bukovina
3. Koruška
4. Kranjska
5. Dalmacija (ugarski dio Monarhije, na temelju Hrvatsko-ugarske nagodbe, tražio je povratak Dalmacije u Trojednu kraljevinu Hrvatsku, Slavoniju i Dalmaciju)
6. Galicija
7. Austrijsko primorje (ovamo su uključene Goriška, Istra i Trst)
8. Donja Austrija
9. Moravska
10. Salzburg
11. Austrijska Šleska
12. Štajerska
13. Tirol
14. Gornja Austrija
15. Vorarlberg